# Carl Friedrich Voigt

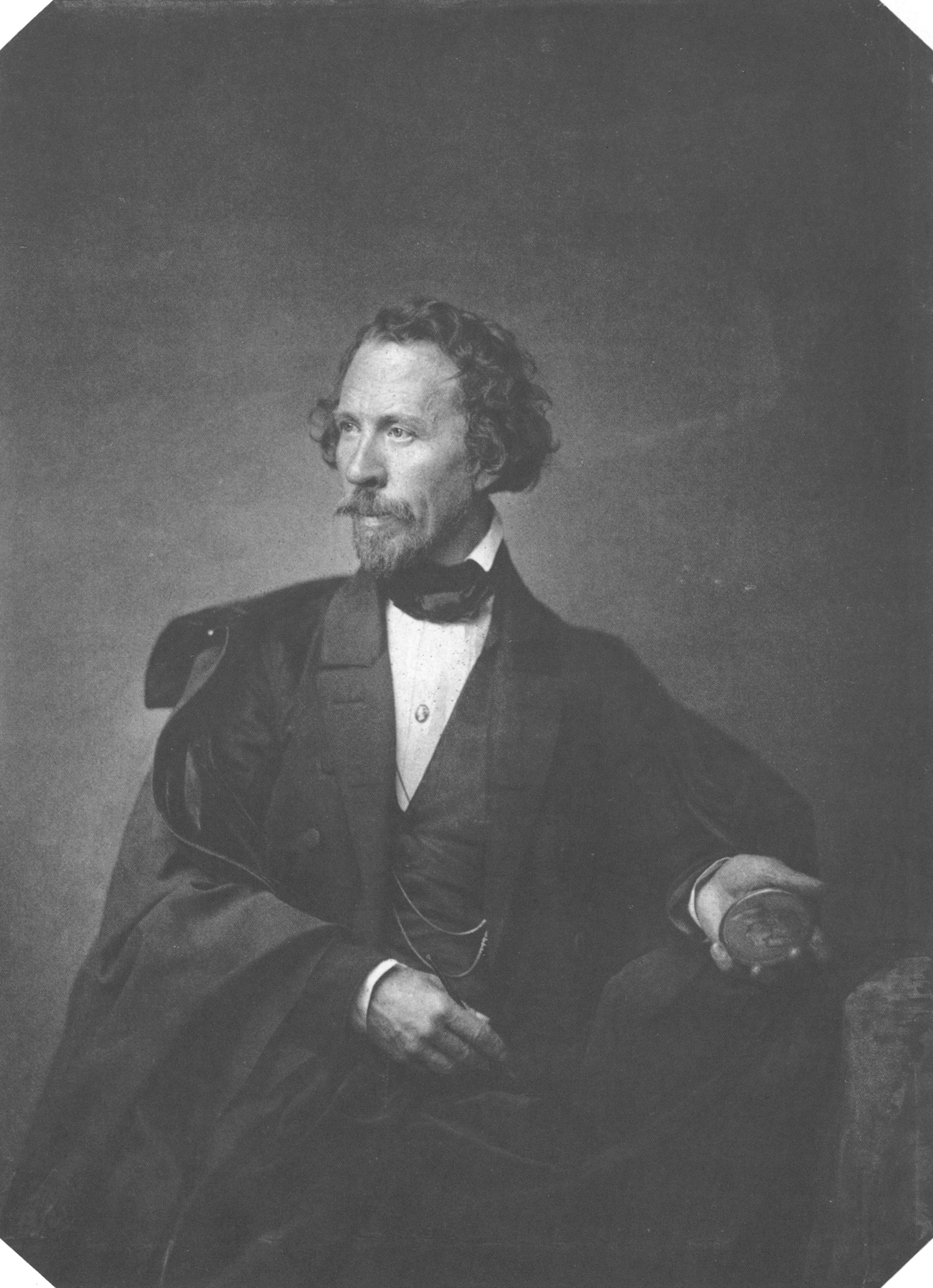
Carl Friedrich Voigt.

Carl Friedrich Voigt, född den 6 oktober 1800 i Berlin, död den 3 oktober 1874 i Trieste, Österrike-Ungern, var en tysk medaljkonstnär.
Voigt studerade bland annat i Berlin, rönte påverkan av Thorvaldsen i Rom och blev 1829 kung Ludvig I:s av Bayern förste myntmedaljör. 
Voigt utförde reliefer i slottet i Berlin (Amor som lejontämjare med flera) samt
porträttmedaljonger, av bland andra kung Ludvig, Pius VIII, Rauch, Cornelius och Thorvaldsen (1837, Glyptoteket i München).